# クライトーン

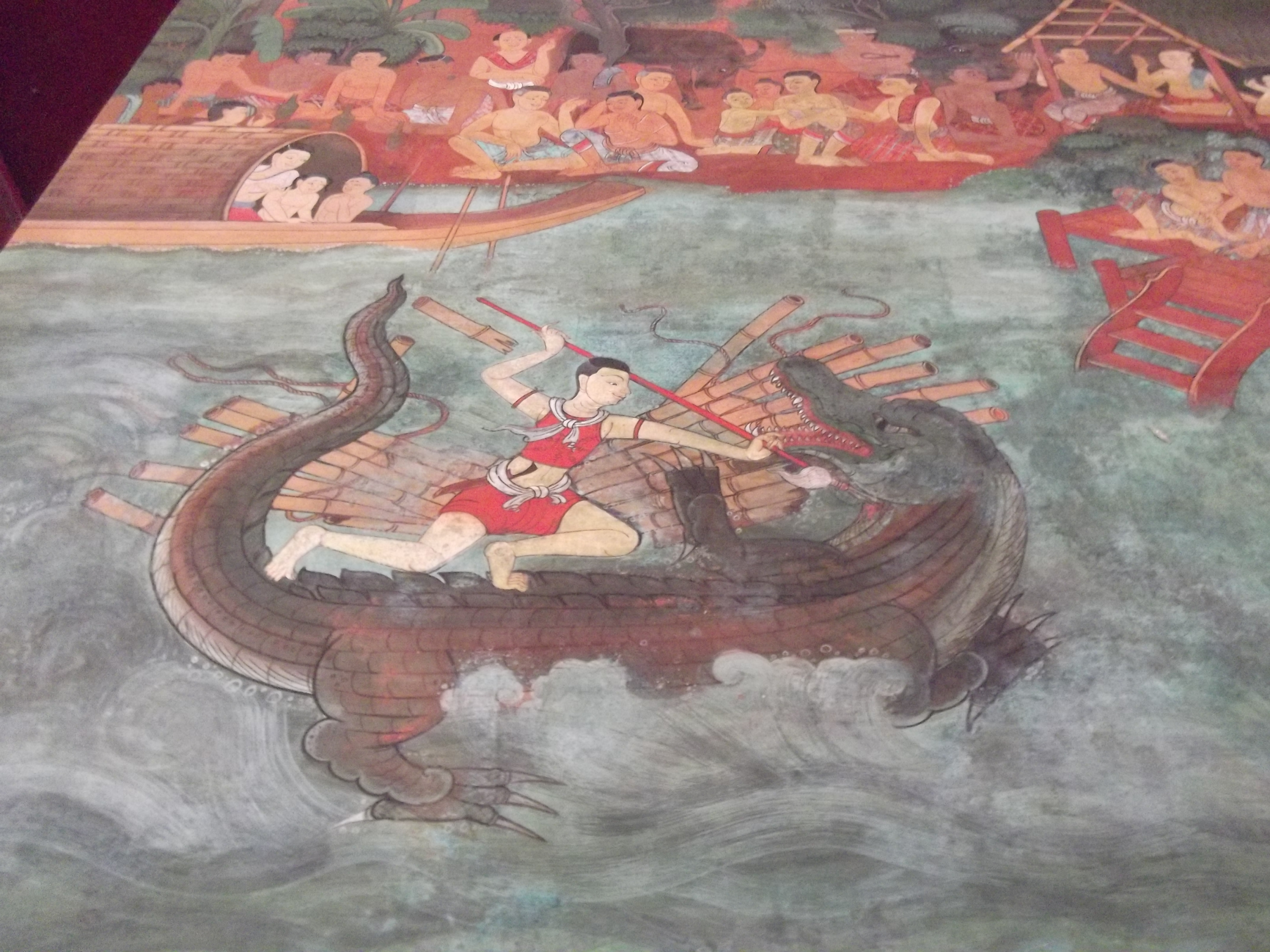
サムットソンクラーム県・ワット・アムパワンチェティヤーラームにあるクライトーンの物語を描いた壁画。

クライトーンあるいはグライトーン（タイ語: ไกรทอง, ラテン文字転写: Krai Thong、発音 [krāj.tʰɔ̄ːŋ]）は、タイに伝わる民話、及びそれを基にした歌唱舞踏劇で、タイでは民衆に広く親しまれている。ラーマ2世の作とされ、ワニの王チャーラワンが誘拐したピチットの富豪の娘を、英雄クライトーンが救う物語である。

## あらすじ
河底の洞窟にワニの国があり、ワニの王チャーラワンには2匹の美しい妻がいるが、邪念の多いチャーラワンはそれに飽き足らず、ピチットの富豪の娘タパオトーンをさらって妾にする。娘を失って嘆き悲しむ富豪は、ワニを退治した者にタパオトーンの妹タパオケオと財産の半分を与えると触れを出す。ノンタブリー生まれで商いに訪れていたクライトーンがこれに応じ、見事にチャーラワンを倒し、褒美としてタパオケオと、連れ戻したタパオトーンの2人を妻とするが、さらにチャーラワンの妻ウィマーラーを洞窟に訪ねて妾とし、陸上に連れて帰る。やきもちを焼いた2人の妻との諍いの末に、ウィマーラーはワニの姿に戻って洞窟へ帰るが、クライトーンはあきらめられず洞窟を訪ねる。そこで、クライトーンはウィマーラーとよりを戻し、チャーラワンのもう1匹の妻ルアムラーイワンも妻とする。以後、クライトーンは地上の2人の妻と、河底の2人の妻との間を行きつ戻りつしながら、幸多い一生を送る。（『タイ国古典文学名作選』）

## 成立

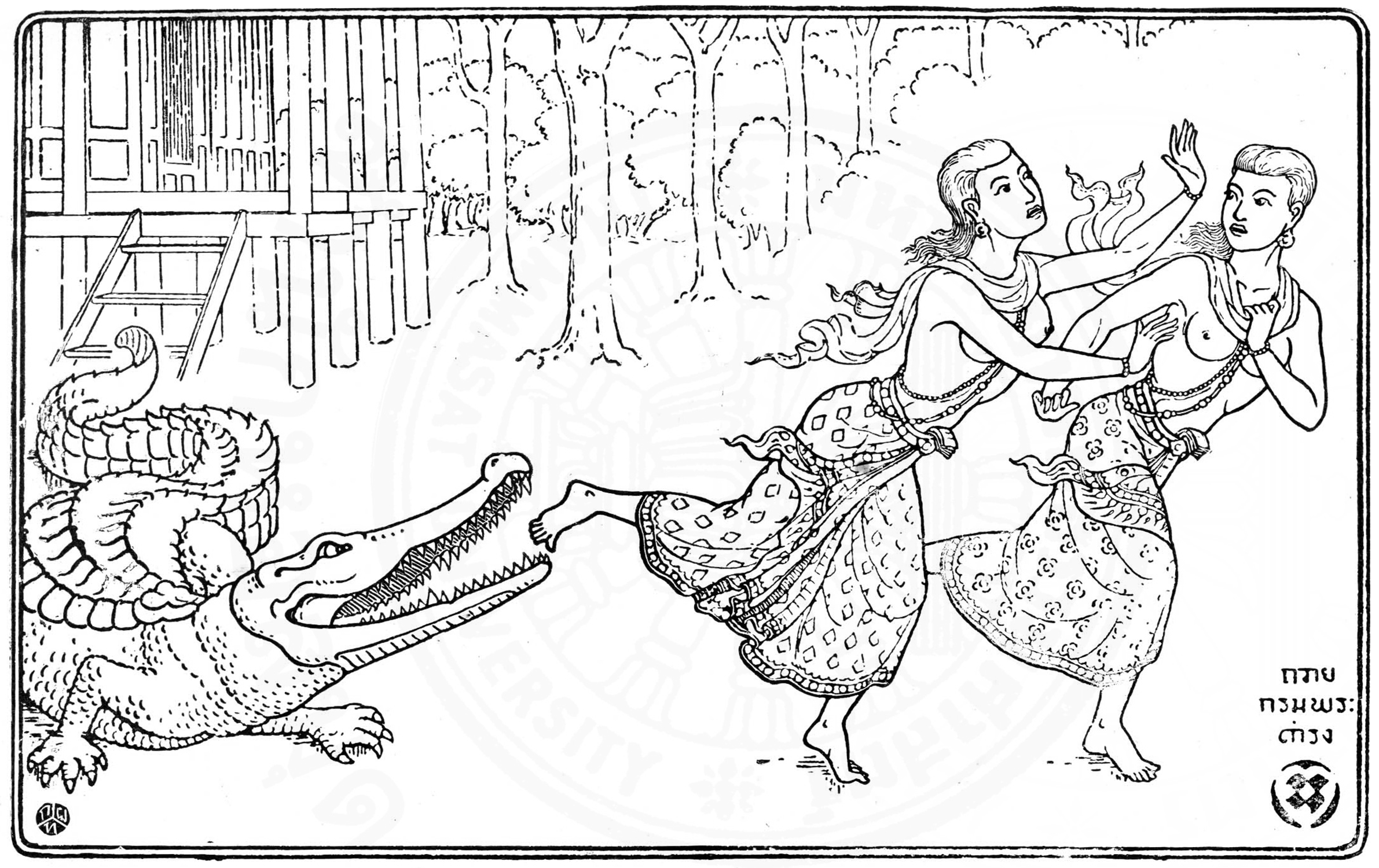
1922年に出版された、ラーマ2世作の劇（ラコーン）脚本集の中のクライトーンの挿絵。（絵・ナリッサラーヌワッティウォン）

クライトーンは元々、タイに伝わる民間口承文学の物語である。本としては残っていないものの、アユタヤ王朝の後期には宮廷外で演じられる舞踏歌劇ラコーン・ノークに取り入れられていたのではないか、といわれる。バンコク王朝の初期に、文芸の保護者であり自らも優れた文学者であった国王ラーマ2世が、自作のラコーン・ノークとして再製し、完成された。

## 特徴
ラーマ2世の時代には、多くのラコーン・ノークが作られた。そのほとんどは、仏教と共に伝来したジャータカが、タイで独自に伝承されたものに取材された、インド起源の物語であるのに対し、クライトーンは純粋にタイ発祥の物語で、市井の人物に大衆の言葉で語らせ、非常にタイらしさのある作品となっている。クライトーンは、ラーマ2世が作ったラコーン・ノークの中で特に優れた作品の一つとされ、「すばらしいできで、削ることもできねば、後人が筆を加える余地もない」と評される。

## 展開
ラコーン・ノークの流れをくみ、市井の芝居小屋で演じられた大衆歌劇リケーにおいて、古典文学に基づく題材がよくとり上げられており、その中の一つとしてクライトーンも好んで演じられ、広く民衆に親しまれた。
クライトーンの物語は、他の媒体からも取材されている。タイの近代漫画の先駆けとなった漫画家の一人サワット・ジュターロップ（タイ語: สวัสดิ์ จุฑะรพ）も、漫画にクライトーンを題材に取り入れた。21世紀になってからも、クライトーンを題材とする漫画が出版されている。映像化もされており、1980年製作の映画『クライトーン』、2001年製作の映画『クライトーン』（邦題『アリゲーター/愛と復讐のワニ人間』）などが知られている。

## 伝承

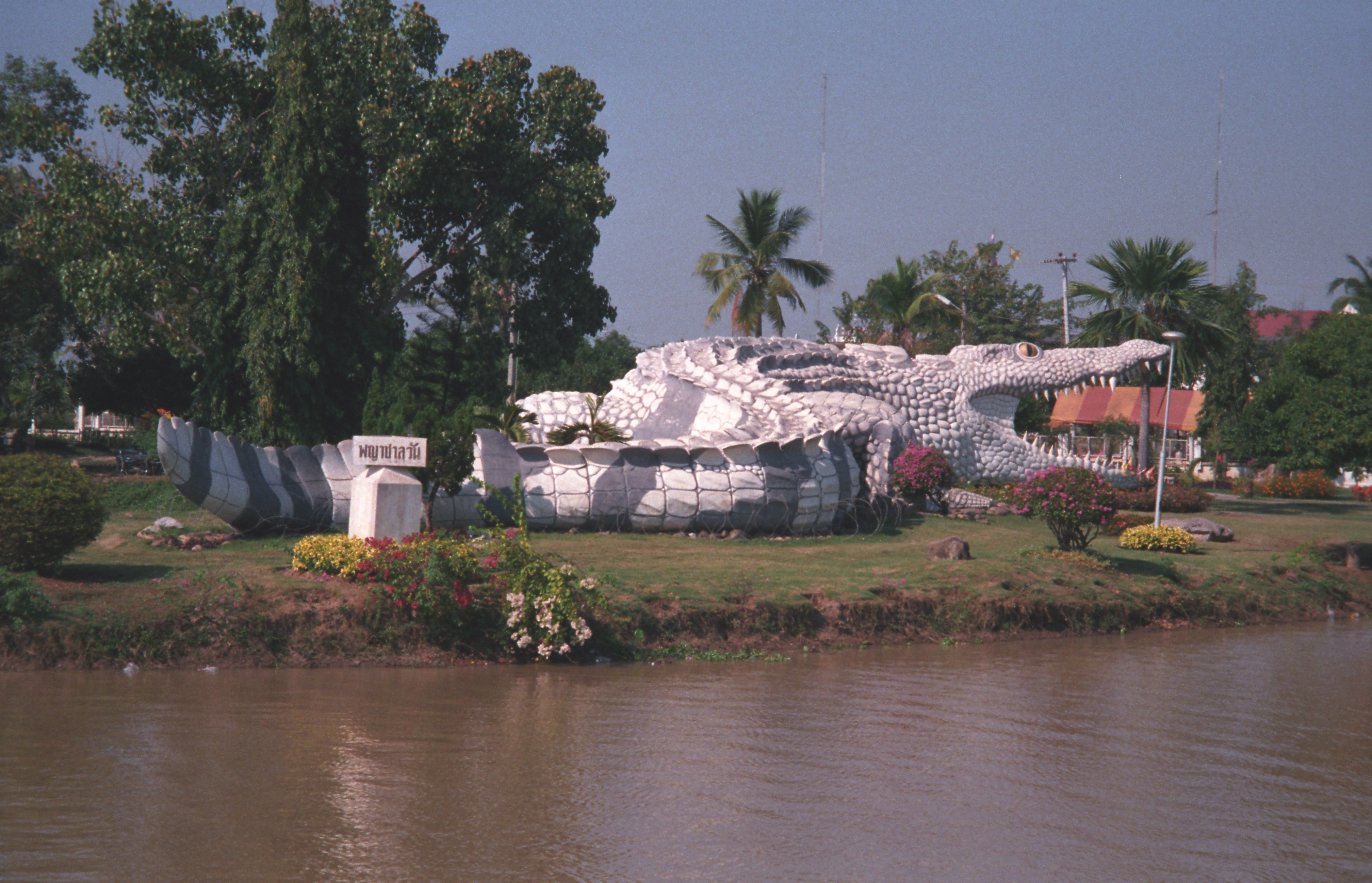
ピチットにある巨大なワニの像。

クライトーンの出身地であるノンタブリー県には、クライトーンゆかりの地とされる場所に、ワット・バーンクライナイという寺院がある。アユタヤ王朝の時代以前に、この地にクライトーンという男がいて、ピチットでワニ退治をしたという武勇伝があり、クライトーンの末裔を自認するノンタブリーの人々によって、寺院が建立されたと伝わる。この地域には、クライトーンの伝説が実話に基づくという言い伝えのあることが、複数の紀行詩（ニラート）に記されている。
一方、物語の舞台となったピチット県には、ワニの国の洞窟になぞらえられたチャーラワン洞窟があり、洞窟入り口には県によってチャーラワンとクライトーンの像が設置されている。また、ピチットのソムデット・プラシーナカリン公園の入口には、巨大なワニの像「チャーラワン王の像」がある。